# سبارتاك نالتشيك
سبارتاك نالتشيك (بالروسية: Спартак-Нальчик)‏ هو نادي كرة قدم روسي تأسس في 1935 ، يقع مقره الرئيسي في نالتشيك، ويلعب في الدوري الوطني الروسي لكرة القدم.

## وصلات خارجية
- الموقع الرسمي